# Pierre-Marie-Théodore Choumara
Pierre-Marie-Théodore Choumara est un officier du Génie français né à Nonancourt (en Normandie) le 11 février 1787 et décédé à Paris le 4 février 1870.

## Biographie
Après de remarquables états de service sous l'Empire (blessé de plusieurs coups de sabre à la bataille de Waterloo), il inventa en 1829 le fourneau à la Choumara qui équipa pendant une cinquantaine d'années les cuisines des forts français. Parallèlement, il écrivit d'importantes contributions sur les fortifications, particulièrement celles de Paris, contributions dont les principes ont été cités par de nombreux professeurs de fortification ou auteurs d'ouvrages spécialisés.[réf. nécessaire]
Il prit sa retraite en 1845 avec le grade de chef de bataillon, son caractère assez entier ayant sans doute été un obstacle à la progression vers le grade de colonel. Il est fait officier de la Légion d'honneur en 1868.
Décédé à Paris le 4 février 1870, il est transféré à l'ancien cimetière de Nonancourt, où sa tombe est ornée de l'insigne d'officier de la Légion d'honneur.

## Œuvres et publications
- Considérations sur les effets de l'artillerie dans la défense des places (1826)
- Lettre sur quelques effets de l'Artillerie dans la défense des places (1826)
- Six mémoires sur la fortification (1827)
- Nouveau système de fourneaux pour les casernes, adopté par le Ministre de la guerre (1828)
- Lettre au ministre de la guerre sur les fourneaux des casernes, la fortification et les mines (1831)
- Mémoires sur les fortifications de Paris... Premier mémoire (1833)
- Examen critique de l'attaque et de la défense de la citadelle d'Anvers en décembre 1832 (1833)
- Examen critique d'une nouvelle relation du siège de Turin, en 1706, faite par le général Haxo et son aide de camp (1833)
- Considérations militaires sur les mémoires du maréchal Suchet et sur la bataille de Toulouse (1840)
- Un ingénieur militaire et la police parisienne, ou deux lettres à M. Delessert, préfet de police (1840)
- Lettres sur les fortifications de Paris (1840-1841)
- Le Fou du roi, ou Confessions d'un ingénieur militaire, formant commentaire et complément aux Confessions de J.-J. Rousseau (1841)
- Résumé historique des honteux échecs éprouvés par les armées britanniques depuis le commencement de la Révolution française jusqu'en 1814 (1844)
- Leçon de fortification donnée à M. Arago (1844)
- Trois lettres au président du conseil des ministres sur les attentats commis journellement, physiquement et moralement, contre les personnes et les propriétés, par les agents de la police secrète (1846)
- Pétition à la chambre des députés sur le même sujet et sur les fonds secrets (1846)
- Mémoires sur la fortification ou examen raisonné des propriétés et des défauts des fortifications existantes indiquant de nouveaux moyens (1847)
- Théodore, ou 59 ans de la vie d'un homme de tête et de cœur (1847)
- Véritable cause physique de la pesanteur des corps terrestres et de la gravitation universelle (1855-1856)
- Solution des magnifiques problèmes de la navigation aérienne par l'emploi des ballons de grandeur moyenne (1864)
- Quintessence de la fortification; Principes fondamentaux de son application à la défense des Etats (1867)
- Coup d’œil d'ingénieur militaire sur l'état actuel de l'Europe ou Introduction à la défense des Etats par la fortification (1869)

## Sources
1. ↑  « Base léonore », base Léonore, ministère français de la Culture

- États de services du service historique de la défense, archives départementales de Paris.
- Mention de Pierre-Marie-Théodore Choumara sur fortiff.be.